# Mezinárodní matematická unie
Mezinárodní matematická unie (IMU) je mezinárodní nevládní nezisková organizace věnující se celosvětové spolupráci v oblasti matematiky. IMU je členem Mezinárodní rady pro vědu (ICSU) a podporuje Mezinárodní kongres matematiků. Jejími členy jsou národní organizace matematiky v 65 zemích světa. IMU byla založena v roce 1919, roku 1936 byla rozpuštěna a znovu obnovena v roce 1951. Předsedou Unie je Carlos Kenig.